# Ambodiampana (Sava)
Ambodiampana is een plaats en commune in het noorden van Madagaskar, behorend tot het district Sambava dat gelegen is in de regio Sava. Een volkstelling in 2001 telde het inwonersaantal op 13.471.
De plaats biedt alleen lager onderwijs en beperkt middelbaar onderwijs aan. 99,99% van de bevolking werkt er als landbouwer. Het belangrijkste landbouwproduct is vanille, andere belangrijke producten zijn koffie en rijst. Verder is 0,01% actief in de dienstensector.